# آلة تورنغ الكمومية
آلة تورنغ الكَمومية (QTM)، التي تُعرف كذلك بالحاسوب الكمومي العام، هي آلة مجردة تُستخدم لوضع نموذج لتأثير أي حاسوب كمومي. فهي تقدم نموذجًا غاية في البساطة يمتلك كافة قدرة الحساب الكمومي. ويمكن التعبير عن أية خوارزمية كمومية رسميًا على أنها آلة تورنغ كمومية معينة. وقد اقتُرحت آلات تورنغ أولاً في بحث عام 1985 كتبه العالم الفيزيائي بجامعة أوكسفورد ديفيد دوتش الذي اقترح إمكانية عمل البوابات الكمومية بطريقة مشابهة لـ البوابات المنطقية الثنائية للحوسبة الرقمية التقليدية.
ولا تُستخدم آلات تورنغ الكمومية دومًا لتحليل الحساب الكمومي؛ تعد دائرة الكم أكثر النماذج شيوعًا؛ وتعد هذه النماذج مكافئة من الناحية الحسابية.
ويمكن ربط آلات تورنغ الكمومية بآلات تورنغ التقليدية والاحتمالية في إطار عمل بناء على مصفوفات التحوّل، وهذا ما أوضحه العالم لانس فورتنو.
وقد وضع كل َمن إيرياما وأوهايا وفولوفيتش نموذجًا لآلة تورنغ كمومية خطيّة (LQTM). ويعد هذا تعميمًا لآلة تورنغ الكمومية التقليدية التي تتضمن حالات مختلطة ويسمح ذلك بدالات تحوّل غير قابلة للإعادة. وتتيح هذه الدالات تمثيل القياسات الكمومية دون نتائج تقليدية.
وقد عرّف سكوت أرونسون آلة تورنغ الكمومية مع [postselection]، حيث أوضح أن فئة الزمن متعدد الحدود في مثل هذه الآلة (PostBQP) تعادل فئة التعقيد التقليدية [PP (الوقت الاحتمالي متعدد الحدود)].